# 独立特殊任務大隊
チェチェン・イチケリア共和国国防省独立特殊任務大隊（チェチェン・イチケリアきょうわこくこくぼうしょうどくりつとくしゅにんむだいたい、ロシア語: Отдельный батальон особого назначения、英語: Separate Special Purpose Battalion）は、ウクライナ国防省情報総局に従属するチェチェン義勇兵の軍事組織。

## 歴史
2022年7月29日、キーウでのチェチェン義勇兵のリーダーとの会合で、アフメド・ザカエフアフメド・ザカエフはウクライナ軍に与する新たなチェチェンの武装組織の設立を発表した。
この部隊はOBON (独立特殊任務大隊)と名付けられ、ウクライナ領土防衛部隊外国人軍団に所属する。ザカエフによると、大隊が拡大するにつれ、外国人軍団の一部としての「独立特殊目的大隊」に変わるという。
アフメド・ザカエフが率いるこの大隊は、海外のチェチェン・イチケリア共和国政府の国防省隷下の部隊である。大隊には、欧州および海外のチェチェンのディアスポラからの義勇兵などが含まれる。
大隊の指揮官には、ウクライナ軍で数年間勤務したウクライナ軍将校のKhadzhi-Murat Zumsoevskyが任命された。Zumsoevskyの副司令官は第二次チェチェン紛争とシリア内戦に参加したKhavazhi Amaevである。

## ウクライナ紛争への関与
8月初頭、大隊はウクライナのドネツク地域での戦闘に参加した。2022年8～9月、大隊は南部地域でのウクライナの反転攻勢に参加した。

## 司令官
- Rustam Azhiev – チェチェン・イチケリア共和国軍大佐[9]
- Hadji-Murad Zumso – 大隊司令官[2]
- Khavazhi Amaev – 大隊副司令官[6]
- Hussein Dzhambetov – 大隊のグループの指揮官[3]
- ムスリム・サダエフ – チェチェン・イチケリア共和国軍大尉[6]